# Дьомкін Володимир Іванович
Володимир Іванович Демкін (1929 , Tsorosd, Великодербетовський улус, Калмицька Автономна Радянська Соціалістична Республіка, РСФРР, СРСР  — 17 травня 2001 , Tsorosd, Калмикія ) — механізатор колгоспу «Південний» Городовиковського району Калмицької АРСР, Герой Соціалістичної Праці (1976). Заслужений механізатор сільського господарства РРФСР.

## Біографія
Народився 1929 року в селі Цорос Калмицької автономної області. 1958 року вступив до колгоспу «Південний» Городовиковського району Калмицької АРСР. У 1964 році прийнятий до КПРС.
У 1970 році удостоєний почесного звання «Заслужений механізатор сільського господарства РРФСР». 1971 року нагороджений орденом Леніна. У 1976 році став ініціатором переходу на роботу за методом комбайнера Ростовської області Миколи Бочкарьова.
1976 року ланка механізаторів, якою керував Володимир Дьомкін, чотирма комбайнами намолотила 43861 центнер зернових при плані 37500 центнерів. Він сам прибрав 917 гектарів та намолотив 19084 центнери зернових.
Указом Президії Верховної Ради СРСР від 23 грудня 1976 року за високі успіхи, досягнуті у Всесоюзному соціалістичному змаганні, виявлену доблесть у виконанні планів і соціалістичних зобов'язань по збільшенню виробництва і продажу зерна та інших сільськогосподарських продуктів, удостоєний звання Героя Соціалістичної Праці з врученням ордена Леніна і золотої медалі «Серп і Молот».

## Пам'ять
- В Елісті на Алеї героїв встановлений барельєф Володимира Дьомкіна.

## Нагороди
- Герой Соціалістичної Праці — указом Президії Верховної Ради СРСР від 23 грудня 1976 року;
- Орден Леніна (1971 та 1976 рр.);